# European Moulded Fibre Association
European Moulded Fibre Association (EMFA) ist ein europäischer Verband für Faserformverpackungen. Er hat seinen Sitz in Frankfurt am Main und die Rechtsform eines eingetragenen Vereins (e. V.).
Der Verband wurde 2007 von europäischen Herstellern von  Faserformverpackungen gegründet. Ziel ist es, den Handel, Produzenten, Konsumenten, die Presse sowie Organisationen und Institutionen über Faserform  zu informieren und den Austausch von Ideen und Wissen unter den Mitgliedern zu fördern, wie z. B. durch eine Ökobilanz zu einem Kilogramm grauer europäischer Faserform, durchgeführt von Pöyry gemäß den ISO Standards.